# Louvre-Abkommen
Das Louvre-Abkommen wurde am 22. Februar 1987 zwischen den Vertretern der G6-Gruppe (Frankreich, Bundesrepublik Deutschland, Japan, USA, Großbritannien und Kanada) in Paris geschlossen. Ziel des Abkommens war eine Stabilisierung der Wechselkurse innerhalb definierter Zielzonen, um spekulative Exzesse und damit verbundene weltwirtschaftliche Gefahren zu vermeiden. Insbesondere sollte die seit 1985 als Folge des Plaza-Abkommens anhaltende Abwertung des US-Dollars gegenüber den anderen Währungen gestoppt werden.

## Ziele und Inhalt
Mittelfristig sollte durch das Abkommen ein Abbau des Zwillingsdefizits der USA erreicht werden. Die USA bekräftigten ihre Absicht, ihr Haushaltsdefizit zu reduzieren, während die übrigen Teilnehmer durch finanzpolitische Maßnahmen (insbesondere Anhebung der Leitzinsen sowie Abbau protektionistischer Handelsbeschränkungen) auf einen Ausgleich des Handelsbilanzdefizits hinarbeiten sollten.
Die genauen Zielzonen der Wechselkurse wurden in einem Zusatzprotokoll festgehalten, das nie veröffentlicht wurde, um Investoren nicht die Möglichkeit zu geben, gegen diese Wechselkurse zu spekulieren. Es wird vermutet, dass der angepeilte Kurs des Dollars um nicht mehr als 5 % um 1,825 DM bzw. 153,50 Yen schwanken sollte.
Die Teilnehmer verpflichteten sich im Abkommen, mehrmals im Jahr Treffen abzuhalten, um dort die Wechselkursentwicklung zu beraten und ihre Einflussmaßnahmen darauf zu koordinieren.

## Folgen
In den Monaten nach der Unterzeichnung gelang es zunächst, den Dollarkurs zu stabilisieren. Ende September 1987 stiegen jedoch die kurzfristigen Zinsen in Deutschland an. Als kurz darauf aus den Handelsdaten des Augusts hervorging, dass das US-Handelsdefizit nur leicht zurückgegangen war, stiegen die Zinsen über alle Laufzeiten in den USA. Daraufhin äußerte der damalige US-Finanzminister James Baker seinen Unmut über die Entwicklung in Deutschland und hielt der deutschen Regierung vor, sich nicht an die Vorgaben des Abkommens zu halten. Gerüchte in den Medien wurden laut, dass die Zielzone für den US-Dollar gesenkt werden müsse oder sogar die Kooperation zwischen den G7-Staaten auseinanderbrechen würde. Der internationale Streit verstärkte die Unsicherheit auf den Währungsmärkten, und der Dollar wertete am 16./17. Oktober abrupt auf 1,77 DM ab. Am 18. Oktober kündigte Baker schließlich in der New York Times an, den fallenden Dollarkurs nicht weiter stützen zu wollen. Diese währungspolitischen Turbulenzen werden als ein Grund für den Börsencrash am 19. Oktober 1987 gesehen, der als „schwarzer Montag“ in die Geschichte einging.
Auch die weitere Aufwertung des Yens, die zur entstehenden Bubble Economy in Japan entscheidend beitrug, konnte durch das Louvre-Abkommen nicht aufgehalten werden.